# Cherokee County, Texas
Cherokee County är ett administrativt område i delstaten Texas, USA, med 50 845 invånare (2010). Den administrativa huvudorten (county seat) är Rusk. 

## Geografi
Enligt United States Census Bureau så har countyt en total area på 2 751 km². 2 725 km² av den arean är land och 26 km² är vatten. 

### Angränsande countyn
- Smith County - norr
- Rusk County - nordost
- Nacogdoches County - öster
- Angelina County - sydost
- Houston County - sydväst
- Anderson County - väster
- Henderson County - nordväst